# Thomas Boleyn
Thomas Boleyn (1477 – 13. března 1539, Hever Castle, Kent, Anglie) byl anglický šlechtic, voják a diplomat, otec Anny Boleynové, druhé manželky anglického krále Jindřicha VIII. a děd královny Alžběty I.

## Život
Narodil se jako nejstarší dítě sira Williama Boleyna a Margaret Butlerové. Od svých dvaceti let bojoval ve službách krále Jindřicha VII. proti rebelům v Cornwallu. V roce 1499 se oženil s Alžbětou Howardovou, dcerou Thomase Howarda, 2. vévody z Norfolku. Z jejich dětí se dožili dospělosti jenom tři – Anna, Marie a George Boleyn. V roce 1509 byl u příležitosti korunovace Jindřicha VIII. pasovnán na rytíře. V roce 1512 byl jmenován konstáblem v Norwichi a šerifem v Kentu. Byl ctižádostivý, inteligentní a učenlivý, dokázal usilovně pracovat a proto již brzy začal pracovat jako vyslanec Jindřicha VIII. Mimo jiné byl anglický vyslancem ve Francii, kde pobýval i s rodinou delší čas.
Velice si polepšil když se jeho dcera Anna sblížila s králem, stal se správcem královské pokladny a lordem Rochfordem. Od začátku měl záměr dostat svoji dceru ke králi, ale nepočítal s tím, že se jeho druhá dcera stane jednou královnou. V roce 1534 vydědil svoji starší dceru Marii, která si vzala neurozeného muže. Když jeho dcera Anna neporodila králi živého syna, byla v roce 1536 obviněna z cizoložství, incestu se svým bratrem Georgem a zrady. Oba byli popraveni. Po popravě jeho dětí mu byly odebrány všechny tituly a byl vyhnán ode dvora. Zemřel v roce 1539, rok po smrti své manželky.